# Onthophagus varianus
Onthophagus varianus là một loài bọ cánh cứng trong họ Bọ hung (Scarabaeidae).